# 令狐姓
令狐是中國的一個複姓，現許多家族已簡化作單姓「令」或諧音的「胡」。西汉《急就章》将其列为汉代常见姓氏之一，宋《百家姓》列为第四百三十二姓，《中國人名大辭典》收录姓令狐者二十人。
令狐本為春秋时期晋国地名，故城在今山西省临猗县西。晉國將領魏顆（姬姓魏氏）獲賜令狐為封邑，別為令狐氏，後世因以為姓。

## 姓氏源流
令狐姓原為令狐氏，出自周朝的姬姓。周文王第十五子畢公高的后裔畢萬（姬姓畢氏）為晋国大夫，他的兒子（一說孫子）名犨，封於魏，以封邑為氏，稱魏犨。魏犨之子魏顆在與秦国的交戰中，因活捉秦將杜回立下軍功，被封於令狐，故又稱令狐顆。其後人以令狐為氏，世居太原郡。
西汉末年，太原令狐氏的後人、建威將軍令狐邁與翟義起兵討伐王莽，令狐邁兵敗被殺後，其長子令狐伯友和次子令狐文公經敦煌郡逃往西域，三子令狐稱在舊時部屬的幫助下，遷居敦煌郡効轂縣。此後，以令狐稱為祖的令狐氏分支成為當地望族，名流輩出。令狐稱的後人令狐整及其子令狐熙均為北周顯宦，令狐熙之子令狐德棻為唐初著名史學家。至中晚唐時期，源出敦煌令狐氏的令狐楚和令狐绹父子兩代為相，聲名尤著。據明朝文學家杨慎的記載，令狐楚拜相後，許多原本姓胡的人都改姓令狐，晚唐詩人温庭筠對此嘲諷道：“自從元相登庸後，天下諸胡盡帶鈴”（“鈴”與令狐的“令”諧音）。

## 备注
1. ↑  例如前中华人民共和国暨中国共产党高層官員令计划及其兄弟令方针、令政策、令完成等人[1]。
2. ↑  根據《水经注》卷六所引北魏學者阚骃的解釋，令狐即山西境內的猗氏縣[4]，1954年該縣與臨晉縣合并為現今的临猗县[5]。

## 延伸阅读
- 维基文库中的相關文獻：
  - 《百家姓》
  - 《新唐書・卷七十五下・表第十五下・宰相世系五下》
  - 《欽定古今圖書集成・明倫彙編・氏族典・第四百九十六卷（令姓部）》
  - 《欽定古今圖書集成・明倫彙編・氏族典・第六百十二卷（令狐姓部）》
- 名稱以開頭的所有条目